# Telmatoscopus
Telmatoscopus é um género de insectos dípteros pertencentes à família dos Psychodidae. O grupo tem distribuição natural do tipo cosmopolita.

## Descrição
Os membros do género Telamatoscopus apresentam  antenas de coloração esbranquiçada e pontos brancos nos bordos das asas e nos extremos dos segmentos das patas.
Alimentam-se de detritos (são detritívoros). Ocorrem em locais húmidos e ricos em matéria orgânica em decomposição, sendo comuns em drenos, galerias de esgotos e fossas sépticas.
O género tem distribuição natural cosmopolita.
A espécie Telmatoscopus albipunctatus, considerada uma praga, foi transferida para o género Clogmia.

## Espécies
O género Telmtoscopus inclui as seguintes espécies:
| - Telmatoscopus aberrans (Tonnoir, 1953) - Telmatoscopus acrobeles (Quate & Quate, 1967) - Telmatoscopus advenus (Eaton, 1893) - Telmatoscopus agraensis (Ipe & Kishore, 1986) - Telmatoscopus albipunctata (Williston, 1893) - Telmatoscopus albipunctoides (Quate, 1959) - Telmatoscopus ambiguus (Eaton, 1893) - Telmatoscopus amplena (Quate, 1965) - Telmatoscopus anomalus (Satchell, 1958) - Telmatoscopus arcuatus (Vaillant, 1965) - Telmatoscopus arnaudi (Quate, 1955) - Telmatoscopus aurigenea (Quate & Quate, 1967) - Telmatoscopus bartolii (Salamanna, 1974) - Telmatoscopus basalis (Banks, 1907) - Telmatoscopus batillina (Quate & Quate, 1967) - Telmatoscopus bosnicus (Krek, 1977) - Telmatoscopus brevicolis (Bravo & Souza, 2008) - Telmatoscopus brindavani (Ipe & Kishore, 1986) - Telmatoscopus britteni (Tonnoir, 1940) - Telmatoscopus bulbulus (Quate, 1965) - Telmatoscopus calcaratus (Duckhouse, 1968) - Telmatoscopus campanellus (Quate, 1965) - Telmatoscopus caribicus (Wagner, 1993) - Telmatoscopus carpathicus (Jezek, 1989) - Telmatoscopus carthusianus (Vaillant, 1972) - Telmatoscopus clavatus (Quate, 1996) - Telmatoscopus clusior (Quate, 1965) - Telmatoscopus collarti (Vaillant, 1972) - Telmatoscopus colorbrina (Quate & Quate, 1967) - Telmatoscopus confusus (Satchell, 1953) - Telmatoscopus congruus (Quate, 1996) - Telmatoscopus consentanea (Quate & Quate, 1967) - Telmatoscopus contortula (Quate & Quate, 1967) - Telmatoscopus convolvula (Quate & Quate, 1967) - Telmatoscopus coronata (Duckhouse, 1978) - Telmatoscopus crenigus (Quate & Quate, 1967) - Telmatoscopus cruentus (Quate, 1965) - Telmatoscopus cuspiceps (Quate, 1965) - Telmatoscopus dactyliatus (Satchell, 1955) - Telmatoscopus daedalus (Quate, 1959) - Telmatoscopus decens (Quate, 1965) - Telmatoscopus decussatus (Quate & Quate, 1967) - Telmatoscopus dendrophilus (Vaillant 1983) - Telmatoscopus distinctus (Brunetti, 1908) - Telmatoscopus edwardsi (Tonnoir, 1939) - Telmatoscopus ejundicus (Quate, 1962) - Telmatoscopus ellisi (Withers, 1987) - Telmatoscopus erratilis (Quate, 1965) - Telmatoscopus eximius (Quate, 1962) - Telmatoscopus falcariformis (Wagner, 1977) - Telmatoscopus falcata (Quate & Quate, 1967) - Telmatoscopus fissurella (Quate & Quate, 1967) - Telmatoscopus flavicollis (Brunetti, 1911) - Telmatoscopus flebilis (Quate & Quate, 1967) - Telmatoscopus fordi (Satchell, 1953) | - Telmatoscopus fraudulentus (Eaton, 1904) - Telmatoscopus frondeus (Tokunaga & Komyo, 1956) - Telmatoscopus fryeri (Eaton, 1913) - Telmatoscopus furcatus (Kincaid, 1899) - Telmatoscopus fuscinervis (Satchell, 1958) - Telmatoscopus fuscipennis (Tonnoir, 1920) - Telmatoscopus grata (Quate & Quate, 1967) - Telmatoscopus gressicus (Vaillant, 1972) - Telmatoscopus hajeki (Jezek, 1997) - Telmatoscopus havelkai (Wagner, 1975) - Telmatoscopus himachali (Ipe & Kishore, 1986) - Telmatoscopus huangae (Quate & Quate, 1967) - Telmatoscopus hurdi (Quate, 1963) - Telmatoscopus idalimus (Quate, 1957) - Telmatoscopus incanus (Nielsen, 1964) - Telmatoscopus ingenuus (Duckhouse, 1966) - Telmatoscopus inusitatus (Satchell, 1950) - Telmatoscopus jeanneae (Quate, 1955) - Telmatoscopus kalabakensis (Quate, 1962) - Telmatoscopus kii (Tokunaga & Komyo, 1956) - Telmatoscopus kimabalensis (Quate, 1962) - Telmatoscopus labeculosus (Eaton, 1893) - Telmatoscopus lacteitarsis (Brunetti, 1908) - Telmatoscopus latipenis (Quate, 1960) - Telmatoscopus latipennis (Sarà, 1953) - Telmatoscopus laurenci (Freeman, 1953) - Telmatoscopus ligusticus (Sarà & Salamanna, 1967) - Telmatoscopus livingstoni (Ipe & Kishore, 1986) - Telmatoscopus longichaetus (Brunetti, 1911) - Telmatoscopus macdonaldi (Quate, 1960) - Telmatoscopus macneilli (Quate, 1955) - Telmatoscopus maculatus (Quate, 1959) - Telmatoscopus maculoides (Quate, 1959) - Telmatoscopus madagascaensis (Quate, 1957) - Telmatoscopus manilensis (Rosario, 1936) - Telmatoscopus mcclurei (Quate, 1962) - Telmatoscopus membraga (Quate & Quate, 1967) - Telmatoscopus mendicus (Quate, 1965) - Telmatoscopus mergacolis (Quate, 1996) - Telmatoscopus mergellatus (Quate & Quate, 1967) - Telmatoscopus mongolianus (Vaillant, 1973) - Telmatoscopus morulus (Eaton, 1893) - Telmatoscopus mucronatus (Vaillant, 1972) - Telmatoscopus mysorensis (Ipe & Kishore, 1986) - Telmatoscopus nebraskensis (Quate 1955) - Telmatoscopus neglectus (Satchell, 1953) - Telmatoscopus niger (Banks 1894) - Telmatoscopus nivosus (Duckhouse, 1966) - Telmatoscopus norrisi (Satchell, 1953) - Telmatoscopus nsawamensis (Satchell, 1955) - Telmatoscopus numidicus (Satchell, 1955) - Telmatoscopus obtusus (Wagner & Andersen, 2007) - Telmatoscopus ochraceus (Wagner, 1989) - Telmatoscopus odontostylis (Duckhouse, 1987) | - Telmatoscopus olympia (Kincaid 1897) - Telmatoscopus orbiculatus (Krek, 1971) - Telmatoscopus oxybeles (Quate & Quate, 1967) - Telmatoscopus oxypages (Quate, 1957) - Telmatoscopus panergus (Quate & Quate, 1967) - Telmatoscopus pannosus (Satchell, 1955) - Telmatoscopus pappi (Wagner, 1979) - Telmatoscopus patibulus (Quate, 1955) - Telmatoscopus pennulus (Quate, 1962) - Telmatoscopus pentacus (Duckhouse, 1978) - Telmatoscopus poncianticola (Satchell, 1953) - Telmatoscopus praecipuus (Quate, 1962) - Telmatoscopus proximus (Brunetti, 1911) - Telmatoscopus pruinosus (Duckhouse, 1966) - Telmatoscopus quadripenis (Quate, 1962) - Telmatoscopus quadripunctatus (Banks, 1907) - Telmatoscopus ramae (Krek, 1977) - Telmatoscopus retrobarbus (Satchell, 1958) - Telmatoscopus rivularis (Quate, 1962) - Telmatoscopus rothschildi (Eaton, 1912) - Telmatoscopus sahyadriae (Ipe & Kishore, 1986) - Telmatoscopus schlitzensis (Wagner, 1975) - Telmatoscopus seguyi (Vaillant, 1990) - Telmatoscopus similis (Tonnoir, 1922) - Telmatoscopus sitapuri (Ipe & Kishore, 1986) - Telmatoscopus spicocaudus (Quate, 1957) - Telmatoscopus spiralifer (Tonnoir, 1953) - Telmatoscopus steffani (Quate & Quate, 1967) - Telmatoscopus stellatus (Quate & Quate, 1967) - Telmatoscopus stuckenbergi (Quate, 1957) - Telmatoscopus subtilis (Quate, 1960) - Telmatoscopus superbus (Banks, 1894) - Telmatoscopus svaneticus (Jezek, 1989) - Telmatoscopus syncretus (Quate & Quate, 1967) - Telmatoscopus taleolus (Quate, 1962) - Telmatoscopus tanegashimensis (Jezek & Mogi, 1995) - Telmatoscopus terminalis (Satchell, 1955) - Telmatoscopus tersaceps (Quate & Quate, 1967) - Telmatoscopus tetraspiculatus (Jezek & Goutner, 1993) - Telmatoscopus thompsoni (Wagner, 2000) - Telmatoscopus townsvillensis (Taylor, 1915) - Telmatoscopus trifidus (Quate, 1965) - Telmatoscopus tristis (Meigen, 1830) - Telmatoscopus vaillanti (Withers, 1986) - Telmatoscopus varitarsis (Curran 1924) - Telmatoscopus verbassicus (Krek, 1977) - Telmatoscopus verneysicus (Vaillant, 1972) - Telmatoscopus vestitus (Vaillant 1973) - Telmatoscopus vitiensis (Satchell, 1950) - Telmatoscopus volvistyla (Quate & Quate, 1967) - Telmatoscopus vourzinicus (Vaillant, 1972) - Telmatoscopus zamboangis (Quate, 1965) - Telmatoscopus zeus (Quate & Quate, 1967) |